# 岡山県道271号総社足守線
岡山県道271号総社足守線（おかやまけんどう271ごう そうじゃあしもりせん）は、岡山県総社市から岡山市北区に至る一般県道である。

## 概要
総社市総社二丁目と岡山市北区足守を結ぶ。

### 路線データ
- 起点：総社市総社二丁目（総社小前交差点、国道180号交点、岡山県道272号水別総社線終点）
- 終点：岡山市北区足守（国道429号上）
- 実延長：8.9 km[1]
- 管理者：岡山県備中県民局（総社市区間）、岡山市（岡山市区間）

## 歴史
以前は岡山県道271号東阿曽総社線（ひがしあぞそうじゃせん）という総社市内で完結する路線だったが、岡山県道36号岡山加茂川津山線（1982年（昭和57年）廃止、現：国道429号）のバイパス道路が開通したことにより、1982年（昭和57年）にその旧道を用いて岡山市足守まで延長され、現路線成立に至る。

### 年表
- 1982年（昭和57年） - 路線制定。
- 2005年度（平成17年）度 - 総社市西阿曽 - 岡山市北区上土田（国道429号）間のバイパス建設に着手[2]。
- 2009年（平成21年）4月1日 - 岡山市が政令指定都市に移行。これにより、岡山市区間の管理者が岡山県から岡山市に変わる。
- 2011年（平成23年）12月16日 - 総社市西阿曽 - 岡山市北区上土田（国道429号）間にバイパス道路が完成し、15時より供用開始[2]。

## 路線状況

### 重複区間
- 国道429号（岡山市北区上土田 - 岡山市北区足守）

### バイパス
- 総社市西阿曽 - 岡山市北区上土田

2011年（平成23年）12月16日に開通した455 m を含む延長1.596 kmの事業区間。総社市西阿曽 - 岡山市北区足守の「町並み保存地区」を経由していた従来区間は、幅員狭小で線形が悪く歩道も未整備なため、岡山県がバイパス化に着手し、岡山市の政令市移行後は、岡山県と岡山市が分担して整備。標準幅員6.0 m（9.75 m）、車道幅員3.0 m×2車線、歩道幅員2.5 m×片側、全体事業費は約15億円。

### 道路施設

#### 橋梁
- 鬼ノ城橋（足守川橋梁[2]、総社市 - 岡山市北区）

## 地理

### 通過する自治体
- 総社市
- 岡山市（北区）

### 交差する道路
| 交差する道路                      | 市町村名 | 市町村名 | 交差する場所     | 交差する場所          |
| --------------------------------- | -------- | -------- | ---------------- | --------------------- |
| 国道180号 岡山県道272号水別総社線 | 総社市   | 総社市   | 総社2丁目        | 総社小前交差点 / 起点 |
| 国道180号 / 総社・一宮バイパス    | 総社市   | 総社市   | 刑部（おしかべ） | 刑部交差点            |
| 岡山県道701号岡山賀陽自転車道線   | 岡山市   | 北区     | 下土田           |                       |
| 国道429号 重複区間起点            | 岡山市   | 北区     | 上土田           |                       |
| 国道429号 重複区間終点            | 岡山市   | 北区     | 足守             | 終点                  |

### 交差する鉄道
- 吉備線

### 沿線
- 西日本旅客鉄道吉備線 東総社駅（起点付近）
- 岡山県立総社高等学校
- 総社市立総社小学校
- 総社市立阿曽小学校
- 備中国総社宮
- 砂川公園
- 岡山国際ゴルフ倶楽部
- 鬼ノ城ゴルフ倶楽部
- 鬼ノ城
- 温羅遺跡
- 岡山市北区役所足守地域センター
- 岡山市立足守図書館
- 足守町並み保存地区